# Raymond Bonal
Raymond Bonal (* 1600 in Villefranche; † 1653 in Agde) war ein französischer katholischer Priester und Theologe. 1637 gründete er die Kongregation der Heiligen Maria, auch Bonalisten genannt, die heute nicht mehr existieren.

## Leben
Raymond Bonal wurde 1600 in Villefranche in Rouergue geborgen. Er studierte klassische Literatur und Philosophie bei den Jesuiten in Cahors. Zum Studium der Theologie und des zivilen wie kirchlichen Rechtes wechselte er auf die Universität von Toulouse, wo er 1628 zum Doktor der Theologie promovierte. 1632 entwickelte er die Idee, eine Gemeinschaft von Priestern zu gründen, in deren Leben und Wirken der Geist des heiligen Franz von Sales beispielhaft verwirklicht werden soll.
Zu dieser Idee ermutigte ihn die heilige Johanna Franziska von Chantal, die zusammen mit Franz von Sales 1610 die Ordensgemeinschaft der Heimsuchung Mariens gründete. Sie wusste, dass Franz von Sales auch eine Priesterkongregation gründen wollte, was ihm jedoch aufgrund seines frühen Todes im Alter von 55 Jahren (1622) nicht mehr gelang. Johanna Franziska von Chantal sah nun in Raymond Bonal jenen Priester, der diese Idee des Franz von Sales verwirklichen könne.
Mit zwei anderen Priestern begann Bonal 1637 in einem Haus nahe der Kirche Unserer Lieben Frau des Erbarmens in Villefranche ein Gemeinschaftsleben. Bald schlossen sich diesen auch andere Priester an. 1639 wurde der Gemeinschaft die Pfarrgemeinde von Foix in der Diözese von Pamiers anvertraut. Wenige Jahre später wurde dort unter der Leitung von Bonal ein Seminar eröffnet. 1650 errichtete er auch ein Seminar und Kolleg in Toulouse. 1653, nachdem Raymond Bonal nach Agde gezogen war, um auch dort ein Seminar zu gründen, fiel er einer Epidemie zum Opfer.

## Bonalisten
Die Kongregation der Heiligen Maria erhielt sehr bald nach dem Tod des Gründers den Namen Bonalisten. 1665, im Jahr der Heiligsprechung des heiligen Franz von Sales, wurden sie von Papst Alexander VII. kirchlich anerkannt, 1678 erhielten sie durch König Ludwig XIV. die staatliche Anerkennung in Frankreich. Es dauerte jedoch nicht lange, da erlahmte der Zulauf zu den Seminarien. Die Zahl der Bonalisten nahm ab. Der Grund war nicht nur ein Mangel an Nachwuchs, sondern auch eine fehlende Perspektive darüber, welche Aufgaben die Bonalisten in der Kirche übernehmen sollen.
Nach etwas mehr als 100 Jahren ihres Bestehens wurde die Kongregation der Bonalisten aufgelöst, ihre Mitglieder schlossen sich den Lazaristen an. Erst 1872 ging dann der Wunsch des heiligen Franz von Sales tatsächlich in Erfüllung. Louis Brisson und Maria Salesia Chappuis gründete die Kongregation der Oblaten des hl. Franz von Sales, die noch heute existiert und in Europa, Afrika, Amerika und Asien tätig ist.

## Werke
Bonal veröffentlichte das Buch Cours de théologie morale (Lehrgang der Moraltheologie), deren 8. Auflage 1685 in Paris erschien. Dieser Lehrgang, der in den Seminarien in Toulouse, Valence, Thiers und anderswo unterrichtet wurde, ist später von Pierre Laur (Toulouse, 1674) unter dem Titel Theologia moralis R. Bonalis (Moraltheologie von R. Bonalis) ins Lateinische übersetzt worden.
Ein weiteres Werk von Raymond Bonal wurde 1679 in Lyon unter dem Titel Explication litérale et mystique des rubriques (Wörtliche und mystische Erklärung der Rubriken) veröffentlicht.